# 庭野日敬
庭野 日敬（にわの にっきょう、1906年（明治39年）11月15日 - 1999年（平成11年）10月4日、改名前は庭野鹿蔵）は、日本の宗教家で仏教系新宗教の在家教団立正佼成会の開祖、初代会長。立正佼成会を創立し、一時期は信者公称約170万世帯700万人以上を擁する大教団に育てた。
また、1979年（昭和54年）には「宗教界のノーベル賞」といわれるテンプルトン賞を日本人として初めて受賞した。

## 略歴

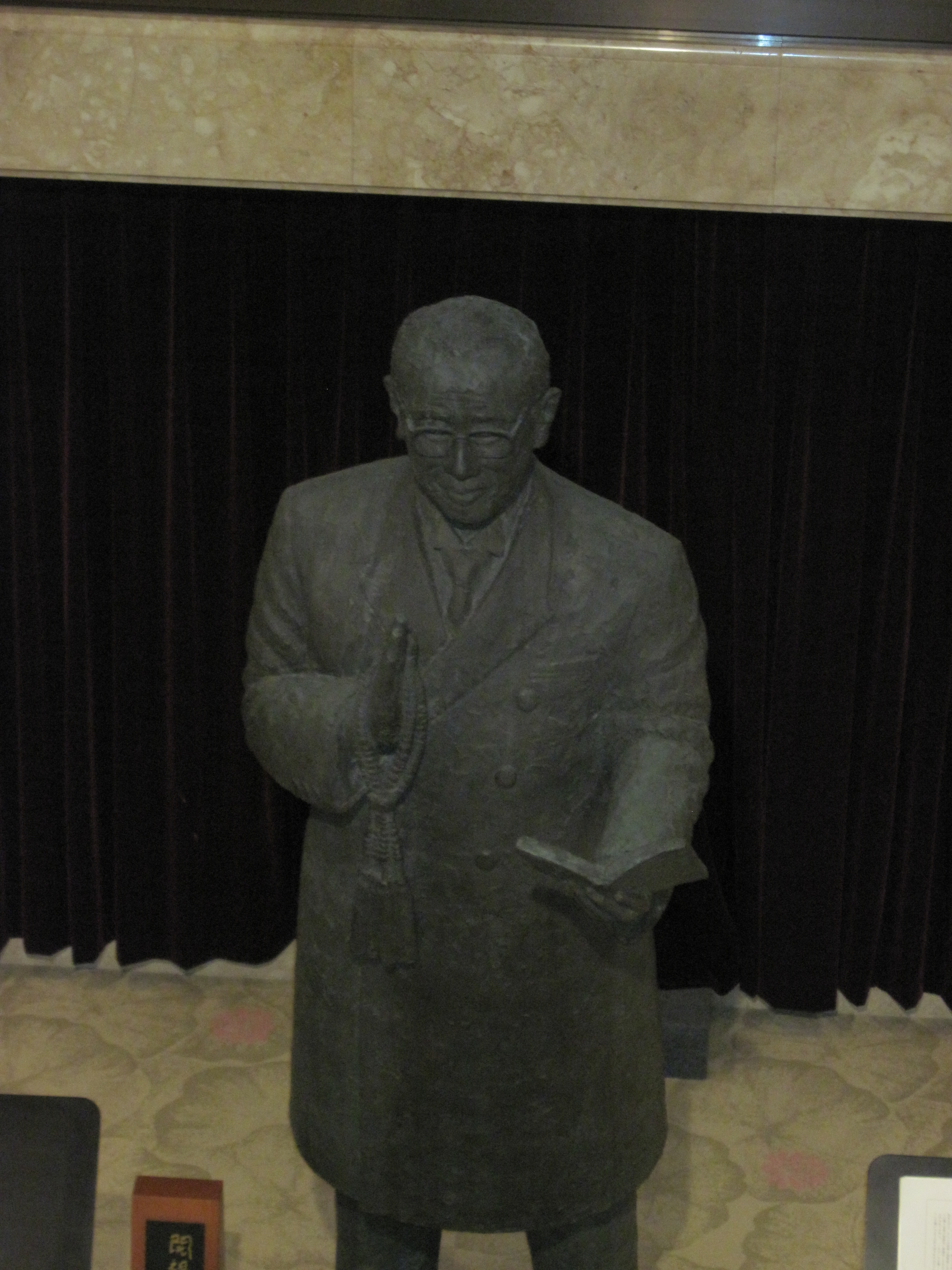
庭野の銅像

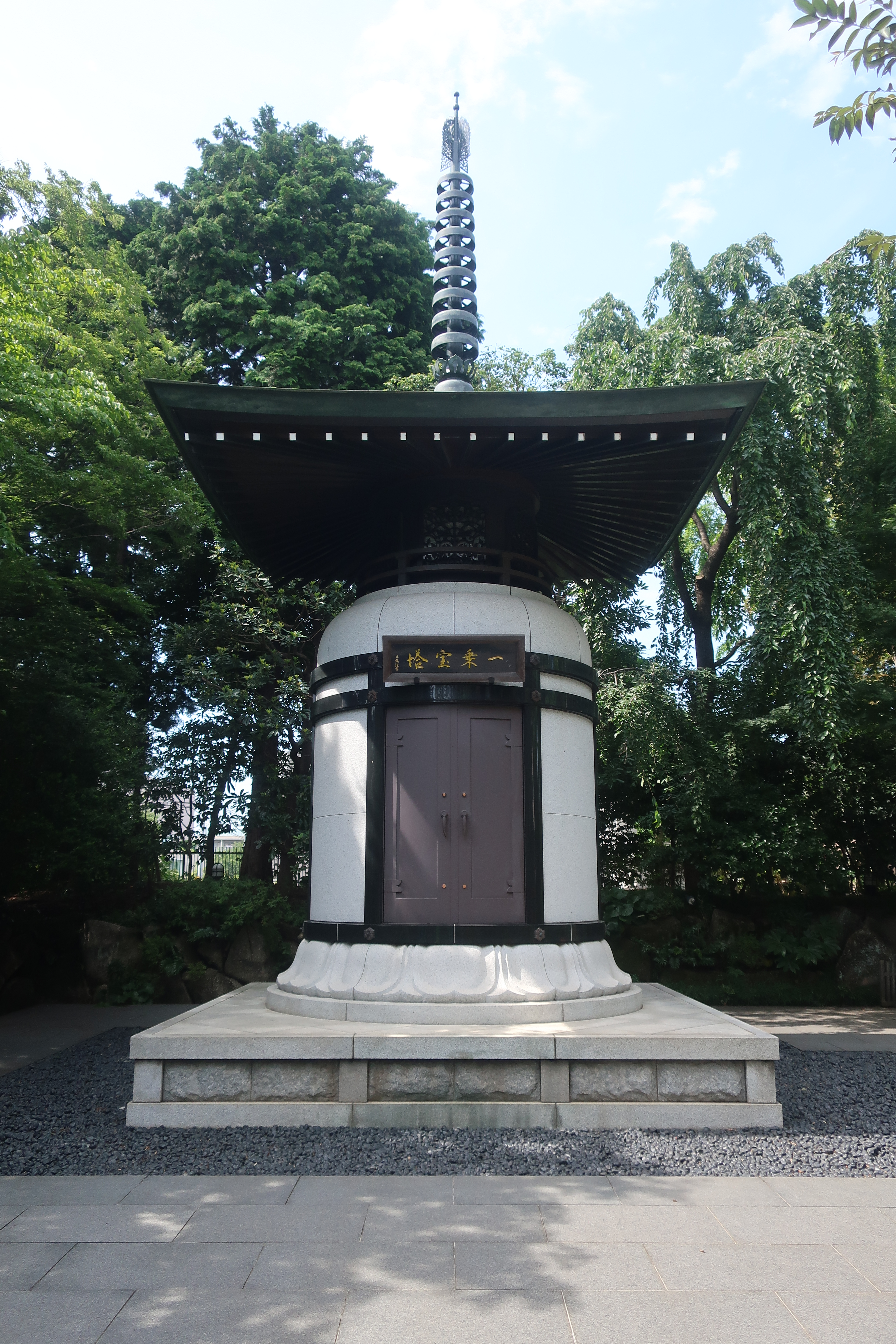
一乗宝塔（立正佼成会 法輪閣庭園）

1906年（明治39年）11月15日、新潟県中魚沼郡十日町大字菅沼（現・新潟県十日町市菅沼）の農家に、庭野重吉の次男・庭野鹿蔵として生まれた。小学校を卒業後、16歳で上京。米穀店や薪炭店に勤め、漬物店や牛乳店を営んでいた。ある時、自分の子供（娘）が病気となり、祈祷師に救いを求めた。この祈祷師がザ・ドリフターズの元メンバーとして知られる綱木文夫の母親、綱木梅野である。梅野の祈祷が功を奏したのか、娘の病気は治癒。これをきっかけに信仰に目覚めて梅野に弟子入りし、宗教の世界に進出することとなった。易学や修験道など様々な信仰遍歴を重ねた末、法華経信仰の道に入る。
1935年（昭和10年）に法華系新宗教教団の霊友会に入会し、当時教団幹部であった新井助信より法華経の講義を受け師事する。1938年（昭和13年）3月5日、かねてより師事する新井の強力な勧めもあり、庭野は長沼政（後の長沼妙佼副会長、脇祖）とともに霊友会を脱退し、国柱会出身の村山日襄ら他約30人の信者で法華経をよりどころとする大日本立正交成会を創立（初代会長…村山日襄・初代副会長…石原叔太郎）した。この会創立と共に庭野は日敬に改名し戸籍登録。創立当初の同会本部は庭野が当時経営していた東京・中野の牛乳販売店の2階に置かれた。会の草創期は早朝に牛乳配達を終えた後、自転車の荷台に長沼を乗せて深夜まで、2人3脚で寝る間も惜しんで布教に駆け回った。1943年（昭和18年）村山日襄会長、石原叔太郎副会長がそれぞれ退任。後継として実質の運営・指導者である庭野と長沼がそれぞれ「開祖会長」「副会長」に就任、名実ともに庭野会長・長沼副会長体制がスタートする。同会は、1948年（昭和23年）に立正交成会、1960年（昭和35年）に立正佼成会と改称。信者が車座になって互いに悩みを語り合う「法座」活動などで順調に教勢を伸ばした。
しかし、1950年代後半には、会の教勢が急速に伸びていく中、連日全国から馳せ参じる大勢の信者を受け入れる道場や宿泊施設が手狭なために本部施設・建設用地が慢性的不足に陥った。また教団の運営・管理部門を収容する施設や本部根本道場の建設が急務となる中、その教団施設建設用地の取得問題や、霊視・霊感による半ば強引な布教活動がマスコミから格好の批判の的となり、衆院法務委員会から参考人召喚を受ける。庭野はこの批判に対し反発・反論を行わず、信者代表や外部の学識経験者も交えた諮問委員会を設けて教団のあり方を見直し、事案に対しての調査内容を教団内外にそのまま発表した。
さらに当時教団内で、庭野より霊視・霊感に秀でた長沼のカリスマ性ゆえに、一部教団幹部より「長沼教祖・庭野会長待望論」や副会長の長沼を会長に擁して新教団独立を模索する動きが起こり、一部は庭野への式典出席拒否（例えば、出席を予定していた地方拠点の式典の日程を庭野に告げず1～2日前倒しで執り行って、そこに長沼を招聘するもの）などの排除行動にも顕れた。この動きは1957年（昭和32年）かねてより患っていた持病の悪化により長沼が死去した事で自然消滅し事態は収束した。しかし庭野は「待望論」を論じたり新教団の独立模索を主導した教団幹部の責任は一切追及せず、その後も従来と変わらず重用し続けた。
長沼の没後、庭野は法華経と教義を基盤として教団の近代化と機構改革を図るとともに、信者に対しては個人救済から社会全体の救済へと会の運動・信仰の理念を発展させ、社会奉仕を目的とする「明るい社会づくり運動」、節約した食費を途上国援助などに寄せる「一食を捧げる運動」を提唱。ユニセフ支援、アフリカ援助アフリカに毛布を送る運動などに尽力した。また当時より（後年発足する四月会とも連携して）自由民主党などの支持団体として、政界にも発言力を持つ。
他宗派との宗教協力にも取り組み、日本宗教連盟理事長などを歴任。1965年（昭和40年）仏教徒はもとより異教宗教者として初めて第2バチカン公会議に招聘された。その際、当時のローマ教皇パウロ6世から諸宗教の宥和を説かれたことをきっかけに、国際的な諸宗教の対話による平和の実現を決意。世界宗教者平和会議（WCRP…国際連合経済社会理事会の専門部会の一つ）アジア宗教者平和会議（ACRP）を創立し、1970年（昭和45年）京都で開催された第一回世界宗教者平和会議（WCRPⅠ）を皮切りに宗教者が宗教協力と対話からもたらす平和活動を推進した。また1980年（昭和55年）6月、前年9月にイランの首都テヘランで発生したイランアメリカ大使館人質事件の早期解決と人質の解放を求め、実効指導者とされたホメイニ師と会談を行い、国連軍縮特別総会でも1978年（昭和53年）・1982年（昭和57年）・1988年（昭和63年）の3回、非政府組織や立正佼成会の代表として核兵器廃絶などを訴えた。
国内では新日本宗教団体連合会（新宗連…日本宗教連盟の協賛団体）創立に参画し、1951年（昭和26年）10月結成。（初代理事長はパーフェクトリバティー教団第2代教祖御木徳近）また日宗連との縁で日蓮宗はもとより天台宗とも繋がりを持ち、1987年（昭和62年）親交の深い山田恵諦第253代天台座主提唱による比叡山宗教サミットに長男で現・会長の庭野日鑛とともに出席、国内外を問わず宗教者同士との対話と協力を通じての平和活動に邁進した。
1979年（昭和54年）、宗教協力による平和活動の功績で「宗教界のノーベル賞」といわれるテンプルトン賞（テンプルトン財団）を日本人で初めて受賞し、受賞会場のイギリス・ウィンザー城にて基調講演を行った。またこの他にも、アルベルト・シュヴァイツァー博士の生誕100年を記念して創設されたユニクェスト・シュバイツァー賞、ローマ教皇庁の大聖グレゴリウス勲章、キリスト教・ユダヤ教国際協議会のインターフェイス・メダリオン（宗教対話促進賞）など、数多の賞勲を受けた。
1991年（平成3年）11月15日、立正佼成会大聖堂（本部道場）で法燈継承式が挙行され、長男の日鑛に会長位を委譲して「開祖」となった。この後も、ローマ教皇ヨハネ・パウロ2世とともに、バチカンで開かれた第6回世界宗教者平和会議（WCRP VI）に出席するなど引き続き宗教対話・宗教協力への活動を続けた。
1998年（平成10年）の秋に風邪を悪化させ入院、翌1999年（平成11年）3月には教団の式典に出席したものの、同年4月から再入院。1999年（平成11年）10月4日午前10時34分、東京都中野区の病院で老衰のため逝去。92歳没。
葬儀・告別式は、立正佼成会｢開祖葬｣として同年10月10日、東京都杉並区和田二丁目の立正佼成会大聖堂で挙行。国内外の新宗教団体、仏教、神道、キリスト教など各教団の代表および政財界関係者、信者ら延べ約6万人が参列。その列は杉並の本部周辺道路にまで及び、数キロメートルに渡り続いた。
日鑛は、日敬へ法号「開祖日敬一乘大師」を追贈。また、2000年（平成12年）10月1日には、日敬を顕彰する「一乗宝塔」を立正佼成会本部内の法輪閣庭園に建立した。

## 著書
- 『法華経の新しい解釈』立正佼成会出版部、1960
- 『人間らしく生きる』全5巻　冬樹社、1961
- 『無限への旅 自伝的人生論』冬樹社、1963
- 『聚秀録 庭野日敬先生法話集』立正佼成会出版部編　立正佼成会出版部、1963
- 『新釈法華三部経』全10巻　冬樹社、1964
- 『人間の復帰』佼成出版社、1966
- 『人間を育てる心 親子の姿と家庭のかたち』佼成出版社、1967
- 『人間の生きがい』佼成出版社、1969
- 『仏教のいのち法華経』佼成出版社、1969
- 『人みな心あり 庭野日敬対談集』佼成出版社、1972
- 『平和への道』佼成出版社、1972
- 『初心一生』佼成出版社、1975
- 『庭野日敬自伝 道を求めて七十年』佼成出版社、1976.9
- 『明日を信ずる心 (庭野日敬対談集 2)』佼成出版社、1977.11
- 『庭野日敬法話選集』全7巻別巻1　立正佼成会編　佼成出版社、1978-83
- 『私の履歴書』日本経済新聞社、1982.10
- 『脚下照顧 信仰者心得帖』正続　佼成出版社、1984.4
- 『ただひたすらに 素顔の庭野日敬』佼成出版社、1985.11
- 『もう一人の自分 捨てることからの出発』 (ダルマブックス)佼成出版社、1986.11
- 『人生、そのとき 不安の時代を釈尊と共に』 (ダルマブックス)佼成出版社、1987.3
- 『人生の杖 新しい自分をつくる』(ダルマブックス)佼成出版社、1987.11
- 『見えないまつげ 幸せになるものの見方』(ダルマ・ブックス. 佼成出版社、1988.4
- 『三霊山瞑想』佼成出版社、1988.12
- 『開祖随感』全11巻　佼成出版社、1992-2001
- 『瀉瓶無遺 立正佼成会 いのちここに』佼成出版社、1993.11
- 『法華経の新しい解釈』2-5　佼成出版社、1994.2
- 『人生、心がけ』佼成出版社、1995.9
- 『この道 一仏乗の世界をめざして』佼成出版社、1999.3
- 『釈尊のことば』全2巻 (一乗ブックレット）立正佼成会 編　佼成出版社、2005.9

## 受賞歴・受章歴
- テンプルトン賞（1979年）(日本人としては、初)
- 大聖グレゴリウス勲章有星司令官（1992年）